# Villaciervitos
Villaciervitos es una localidad de la provincia de Soria, partido judicial de Soria, comunidad autónoma de Castilla y León, España. Pueblo de la Comarca de Soria. Pertenece al municipio de  Villaciervos.

### Población por núcleos
| Núcleos        | Habitantes (2000) | Habitantes (2010) | Habitantes (2020) |
| -------------- | ----------------- | ----------------- | ----------------- |
| Villaciervos   | 60                | 69                | 54                |
| Villaciervitos | 39                | 34                | 25                |